# آدام اسمیت (شناگر)
آدام اسمیت (به انگلیسی: Adam Smith) (زادهٔ ۲۸ دسامبر ۱۹۰۳) شناگر اهل ایالات متحده آمریکا است.